# Die Familie ohne Moral
Die Familie ohne Moral ist ein 1926 entstandenes österreichisches Stummfilmmelodram von Max Neufeld nach dem Theaterstück „Ledige Leut‘“ (1898) von Felix Dörmann mit einer prominenten Ensemble-Besetzung, angeführt von Paul Hartmann, Hermann Thimig, Colette Brettel, Carmen Cartellieri und Hans Moser in einer frühen Dienstmann-Rolle. 

## Handlung
Die Geschichte schildert verschiedene, la turbulente, mal tragische aber auch humorvolle Ereignisse im Leben einer Familie namens Brandl im „Großstadtsumpf“ von Wien. Das Gros der Protagonisten wie etwa die boshafte Sophie ist auf die eine oder andere Weise moralisch verkommen, lediglich die junge Lux, wahrlich ein aufgehendes Licht in ihrem finsteren Umfeld, ist ein süßes Wiener Mädel geblieben, klar, rein und sympathisch. Die Familie ohne Moral, wie schon der Titel insinuiert, laviert mit ihren Handlungen und Verhaltensweisen stets am Rande des Abgrunds, und nur durch eine günstige Fügung des Schicksals kann am Ende verhindert werden, dass auch Lux in den Sumpf hinabgleitet.
Das geschilderte Wien jenseits aller Klischeehaftigkeit, der Bussi-Seligkeit und des Zuckerl-Liebreizes auf die Leinwand zu bannen, war expressiv verbis Regisseur Neufelds Absicht. In einem Interview erklärte er: „Ich wollte einmal beweisen, dass Wien auch andere filmische Möglichkeiten bietet, als den Heurigen, den alten Drahrer, den Deutschmeisterkorporal und den liebenswürdig-vertrottelten Hofrat. Auch wenn man diese ‘Charakteristika‘ weglässt, behält die Wiener Atmosphäre doch noch ihre spezifische Note. Ich hoffe, dass mir meine Absicht gelungen ist…“

## Produktionsnotizen
Gedreht im Oktober/November 1926, erlebte Die Familie ohne Moral seine Premiere am 18. Januar 1927 in Wien. Der Siebenakter war 2766 Meter lang.
Die Filmbauten entwarfen Alfred Kunz und Franz Meschkan.

## Kritiken
In einem längeren, analytischen Artikel konnte man in der Kleinen Volks-Zeitung folgendes lesen: “Der Film wurde von den Autoren Ida Jenbach und Max Neufeld aus dem Sprachlichen ins Bildhafte übertragen, er bringt sujetmäßig ein Novum: Die Tragikomödie der kleinen Menschlichkeiten. (…) Besonders hervorzuheben ist die minutiöse Arbeit, mit der die Autoren des Films das Heitere mit dem Ernsten mengten, die einzelnen Personen im Detail liebesvoll charakterisierten und der Humor, mit den sie den heiklen Vorwurf versöhnend zu persiflieren verstanden.”
In der Österreichischen Film-Zeitung hieß es: „Der Film zeichnet sich durch überaus lebendig charakterisierte Milieuschilderungen aus, an denen der scharfe Beobachter die Wirklichkeit erkennen wird. Neben diesen dem Leben abgelauschten Bildern bringt der Film sehr interessante Bilder vom Rennplatz und schafft so wirksame Kontraste. Die Handlung ist sehrt dramatisch gehalten, klingt aber zum Schlusse versöhnlich aus.“
Auch Wiens Die Stunde fand nur lobende Worte für Neufelds Inszenierung: „Dieser Film darf als ein gutes Vorzeichen für die Neuentwicklung der österreichischen Filmindustrie gelten. Max Neufeld … hat einen Kammerspielfilm geschaffen, der kultiviert und geschmackvoll in jeder Szene ist. (…) Die feine Milieuschilderung ist mit das Wertvollste an dem Film. (…) Die ungekünstelte, reine Photographie Hans Theyers darf nicht unerwähnt bleiben.“